# احمد زکی
احمد زکی (انگلیسی: Ahmed Zaki – زادۀ؛ ۱۸ نوامبر ۱۹۴۹ – درگذشتۀ؛ ۲۷ مارس ۲۰۰۵) هنرپیشه و تهیه‌کنندۀ اهل مصر بود. او به عنوان یکی از ستارگان سینمای مصر به‌شمار می‌رود. احمد زکی در سینمای مصر به (الإمبراطور) به معنای امپراتور و نیز (النمر الأسود) به معنای ببر سیاه شهرت دارد. همسرش هاله فواد و پسرش هیثم احمد زکی هر دو از هنرمندان مشهور مصر بودند.